# Dylan van Baarle
Dylan van Baarle (* 21. května 1992) je nizozemský profesionální silniční cyklista jezdící za UCI WorldTeam Visma–Lease a Bike.

## Kariéra
Po třech letech strávených v týmu Rabobank Continental Team podepsal van Baarle kontrakt s týmem Garmin–Sharp pro sezóny 2014 a 2015. V roce 2014 vyhrál van Baarle celkové pořadí na závodu Tour of Britain. Do čela závodu se dostal po sedmé etapě a své vedení úspěšně uhájil v závěrečné osmé etapě.
V srpnu 2017 bylo oznámeno, že van Baarle prodloužil svůj kontrakt s týmem Cannondale–Drapac do konce sezóny 2019. Později se však ukázalo, že van Baarle s týmem uzavřel pouze verbální dohodu, což mu umožnilo tým opustit a přestoupit do Teamu Sky před sezónou 2018. Ve své první sezóně s týmem se stal mistrem Nizozemska v časovce. V roce 2019 získal své první vítězství v UCI World Tour, když z úniku přesprintoval Jacka Haiga v cíli závěrečné etapy Critéria du Dauphiné.
V roce 2021 vyhrál van Baarle Dwars door Vlaanderen, svou první dlážděnou klasiku kariéry, po sólovém nástupu 50 km před cílem. Na konci roku pak van Baarle získal stříbro v silničním závodu mužů na mistrovství světa poté, co vyhrál sprint stíhací skupiny o druhé místo za vítězným Julianem Alaphilippem.
V roce 2022 získal van Baarle své první pódium na jednom z 5 cyklistických monumentů, konkrétně na závodu Kolem Flander, když v cílové rovině dojel s Valentinem Madouasem čelní skupinu a dosprintoval si pro druhé místo. O 2 týdny později se van Baarle zúčastnil dalšího monumentu, a to Paříž–Roubaix. Podařilo se mu udržet se na čele až do závěrečných momentů závodu a 18 km před cílem, na sektoru Camphin-en-Pévèle, provedl sólo nástup. Jeho náskok konstantně rostl a závodníci za ním ho nebyli schopni stíhat, mohl tak oslavit své první kariérní vítězství na monumentu. Na druhého Wouta van Aerta v cíli najel minutu a 47 sekund.
V srpnu 2022 bylo oznámeno, že van Baarle podepsal tříletou smlouvu s Teamem Jumbo–Visma od sezóny 2023. Svůj debut za tým si odbyl na konci února 2023 na úvodní klasice sezóny, Omloop Het Nieuwsblad. Van Baarle zaútočil ze skupiny favoritů 38 km před cílem. Podařilo se mu dojet únik dne a na zbývajících kopcích postupně odpárat všechny jeho závodníky, díky čemuž si následně sólově dojel pro vítězství v cílovém městě Ninove. Získal tak své první vítězství sezóny 2023 a třetí kariérní triumf na klasikách.

## Osobní život
Van Baarle, jenž se narodil ve Voorburgu, aktuálně bydlí v nizozemském Veenendaalu. Je synem bývalého silničního a dráhového cyklisty Maria van Baarleho a Renate Greupink-de Haas.

## Hlavní výsledky

### Silniční cyklistika
2009
Národní šampionát
2. místo časovka juniorů
Trofeo Karlsberg
2. místo celkově
vítěz 3. etapy
2011
Vuelta Ciclista a León
vítěz etapy 2b (ITT)
10. místo Omloop der Kempen
2012
Olympia's Tour
 celkový vítěz
 vítěz bodovací soutěže
 vítěz soutěže mladých jezdců
vítěz prologu
vítěz Arno Wallaard Memorial
Thüringen Rundfahrt der U23
vítěz 1. etapy (TTT)
Národní šampionát
4. místo časovka do 23 let
4. místo Zellik–Galmaarden
4. místo Dwars door het Hageland
Kreiz Breizh Elites
7. místo celkově
7. místo Ronde van Midden-Nederland
Le Triptyque des Monts et Châteaux
9. místo celkově
vítěz etapy 2a (ITT)
Tour du Poitou-Charentes
9. místo celkově
Tour de Normandie
10. místo celkově
2013
Národní šampionát
 vítěz silničního závodu do 23 let
 vítěz časovky do 23 let
Olympia's Tour
 celkový vítěz
 vítěz soutěže mladých jezdců
vítěz 4. etapy
Thüringen Rundfahrt der U23
 celkový vítěz
vítěz Ster van Zwolle
vítěz Dorpenomloop Rucphen
Tour de Normandie
3. místo celkově
3. místo Internationale Wielertrofee Jong Maar Moedig
Tour de Bretagne
4. místo celkově
 vítěz vrchařské soutěže
 vítěz sprinterské soutěže
 vítěz kombinované soutěže
vítěz 6. etapy (ITT)
5. místo Münsterland Giro
Mistrovství světa
7. místo silniční závod do 23 let
Le Triptyque des Monts et Châteaux
8. místo celkově
9. místo Omloop Het Nieuwsblad Beloften
10. místo Paříž–Tours Espoirs
2014
Tour of Britain
 celkový vítěz
Národní šampionát
5. místo časovka
Ster ZLM Toer
6. místo celkově
Dubai Tour
10. místo celkově
2015
3. místo Dwars door Vlaanderen
Bayern–Rundfahrt
5. místo celkově
 vítěz soutěže mladých jezdců
Tour of Britain
8. místo celkově
2016
Tour of Britain
5. místo celkově
5. místo Trofeo Pollenca–Port de Andratx
6. místo Kolem Flander
2017
4. místo Kolem Flander
8. místo Dwars door Vlaanderen
9. místo E3 Harelbeke
Tour de France
 cena bojovnosti po 7. etapě
2018
Národní šampionát
 vítěz časovky
Critérium du Dauphiné
vítěz 3. etapy (TTT)
BinckBank Tour
5. místo celkově
Mistrovství Evropy
10. místo časovka
2019
Herald Sun Tour
 celkový vítěz
Critérium du Dauphiné
vítěz 8. etapy
Národní šampionát
3. místo časovka
Settimana Internazionale di Coppi e Bartali
6. místo celkově
2020
Tour Down Under
5. místo celkově
5. místo Cadel Evans Great Ocean Road Race
8. místo Kolem Flander
2021
vítěz Dwars door Vlaanderen
Mistrovství světa
 2. místo silniční závod
7. místo E3 Saxo Bank Classic
8. místo Gent–Wevelgem
10. místo Kolem Flander
2022
vítěz Paříž–Roubaix
2. místo Kolem Flander
8. místo E3 Saxo Bank Classic
Volta ao Algarve
10. místo celkově
2023
Národní šampionát
 vítěz silničního závodu
vítěz Omloop Het Nieuwsblad

#### Výsledky na Grand Tours
| Grand Tour      | 2014 | 2015 | 2016 | 2017 | 2018 | 2019 | 2020 | 2021 | 2022 | 2023 | 2024 |
| --------------- | ---- | ---- | ---- | ---- | ---- | ---- | ---- | ---- | ---- | ---- | ---- |
| Giro d'Italia   | DNF  | —    | —    | —    | —    | —    | —    | —    | —    | —    | —    |
| Tour de France  | —    | 147  | 91   | 77   | —    | 46   | 59   | 54   | 31   | 42   | —    |
| Vuelta a España | —    | —    | —    | —    | DNF  | —    | 49   | DNF  | 49   | 88   | DNF  |

#### Výsledky na klasikách
| Monument               | 2014                             | 2015                             | 2016                             | 2017                             | 2018                             | 2019                             | 2020                             | 2021                             | 2022                             | 2023                             | 2024                             |
| ---------------------- | -------------------------------- | -------------------------------- | -------------------------------- | -------------------------------- | -------------------------------- | -------------------------------- | -------------------------------- | -------------------------------- | -------------------------------- | -------------------------------- | -------------------------------- |
| Milán – San Remo       | —                                | —                                | 69                               | —                                | 99                               | —                                | 140                              | 31                               | —                                | —                                | —                                |
| Kolem Flander          | 89                               | 37                               | 6                                | 4                                | 12                               | 18                               | 8                                | 10                               | 2                                | —                                | 83                               |
| Paříž–Roubaix          | 64                               | 133                              | 16                               | 20                               | 19                               | 21                               | NS                               | OTL                              | 1                                | DNF                              |                                  |
| Lutych–Bastogne–Lutych | Nezúčastnil se během své kariéry | Nezúčastnil se během své kariéry | Nezúčastnil se během své kariéry | Nezúčastnil se během své kariéry | Nezúčastnil se během své kariéry | Nezúčastnil se během své kariéry | Nezúčastnil se během své kariéry | Nezúčastnil se během své kariéry | Nezúčastnil se během své kariéry | Nezúčastnil se během své kariéry | Nezúčastnil se během své kariéry |
| Giro di Lombardia      | Nezúčastnil se během své kariéry | Nezúčastnil se během své kariéry | Nezúčastnil se během své kariéry | Nezúčastnil se během své kariéry | Nezúčastnil se během své kariéry | Nezúčastnil se během své kariéry | Nezúčastnil se během své kariéry | Nezúčastnil se během své kariéry | Nezúčastnil se během své kariéry | Nezúčastnil se během své kariéry | Nezúčastnil se během své kariéry |
| Klasika                | 2014                             | 2015                             | 2016                             | 2017                             | 2018                             | 2019                             | 2020                             | 2021                             | 2022                             | 2023                             | 2024                             |
| Omloop Het Nieuwsblad  | —                                | —                                | —                                | 81                               | 51                               | 14                               | —                                | —                                | —                                | 1                                | 34                               |
| Kuurne–Brusel–Kuurne   | —                                | —                                | —                                | —                                | 70                               | —                                | —                                | —                                | —                                | 35                               | 47                               |
| E3 Harelbeke           | 58                               | 24                               | 19                               | 9                                | 51                               | —                                | NS                               | 7                                | 8                                | DNF                              | 88                               |
| Gent–Wevelgem          | 45                               | DNF                              | DNF                              | 97                               | 99                               | —                                | —                                | 8                                | 41                               | —                                | —                                |
| Dwars door Vlaanderen  | 45                               | 3                                | —                                | 8                                | —                                | 53                               | NS                               | 1                                | 71                               | —                                | —                                |

| —   | Nezúčastnil se    |
| DNF | Nedokončil        |
| NS  | Nekonalo se       |
| OTL | Mimo časový limit |

### Dráhová cyklistika
2010
Národní šampionát
3. místo madison (s Nickem Stoplerem)
2012
Národní šampionát
2. místo madison (s Michaelem Vingerlingem)
2017
3. místo Šest dní v Rotterdamu (s Wimem Stroetingou)